# Дончовци
Дончовци е село в Северна България. То се намира в община Трявна, област Габрово.

## География
Село Дончевци (Дончовци е по-скоро начинът, по който произнасят името местните хора) се намира в планински район, на около километър от тревненския квартал Раданци, по пътя за Габрово – достатъчно близо, за да се отиде пеш до магазина, и достатъчно далече, за да се избегне градския шум и дим. Телефоните са с тревненски код. Селото има собствена водопроводна система, която обаче е силно зависима от количеството на валежите – усеща се през по-топлата част от годината. Водата е студена дори при плюс 42 градуса през лятото.
Забележително е, че селото няма собствен казан за варене на ракия (рядко явление в този край на България) – вероятното обяснение е близостта на Раданци и на близкото Николаево (на 2,5 км по-нагоре по пътя за Габрово).
Дончевци е заобиколено изключително от широколистни гори – бук, дъб и габър, които през лятото се превръщат в разкошно зелено покривало за пресичащите се хълмове. Под плътната покривка на дърветата, насред гората, често ще откривате подпорни стени, а понякога и разрушена воденица.

## История
Не ми е известно много за историята на селото – знам само, че там е посечен Капитан Дядо Никола (след предателство, разбира се). Един от моите прапрадядовци бил повикан да носи главата му, побита на кол, през близката Трявна (за назидание на раята). Като не успели да го убедят с думи, османските войници му отрязали едното ухо и той се съгласил. Сега в центъра на селото има паметна плоча, а втора се намира в частен имот на 50-ина метра – на мястото, където всъщност е убит „Капитанът“.